# Dubbelstreepsnoerworm
De dubbelstreepsnoerworm (Siphonenteron bilineatum, synoniem Lineus bilineatus) is een soort in de taxonomische indeling van de snoerwormen (Nemertea). De huid van de worm is geheel met trilharen bedekt. De snoerworm jaagt op prooien van zijn eigen omvang en vangt deze met behulp van zijn slurf. 
De worm behoort tot het geslacht Lineus en behoort tot de familie Siphonenteron. De wetenschappelijke naam van de soort werd in 1804 voor het eerst geldig gepubliceerd door Renier.